# Boulevard de l'Est (Le Raincy)
Cet article concerne un boulevard du Raincy. Pour le boulevard de Liège, voir Boulevard de l'Est.
Le boulevard de l'Est est une voie de communication située au Raincy,.

## Situation et accès
Avec le boulevard du Nord, le boulevard du Midi et le boulevard de l'Ouest, cette voie de communication suit l'ancienne cloture du château créée par Jacques Bordier en 1652, et forme aujourd'hui un circuit qui marque approximativement les limites de la ville.
Il rencontre notamment l'allée de l'Église et traverse le carrefour de l'allée des Bosquets et l'allée des Sapins.

## Origine du nom

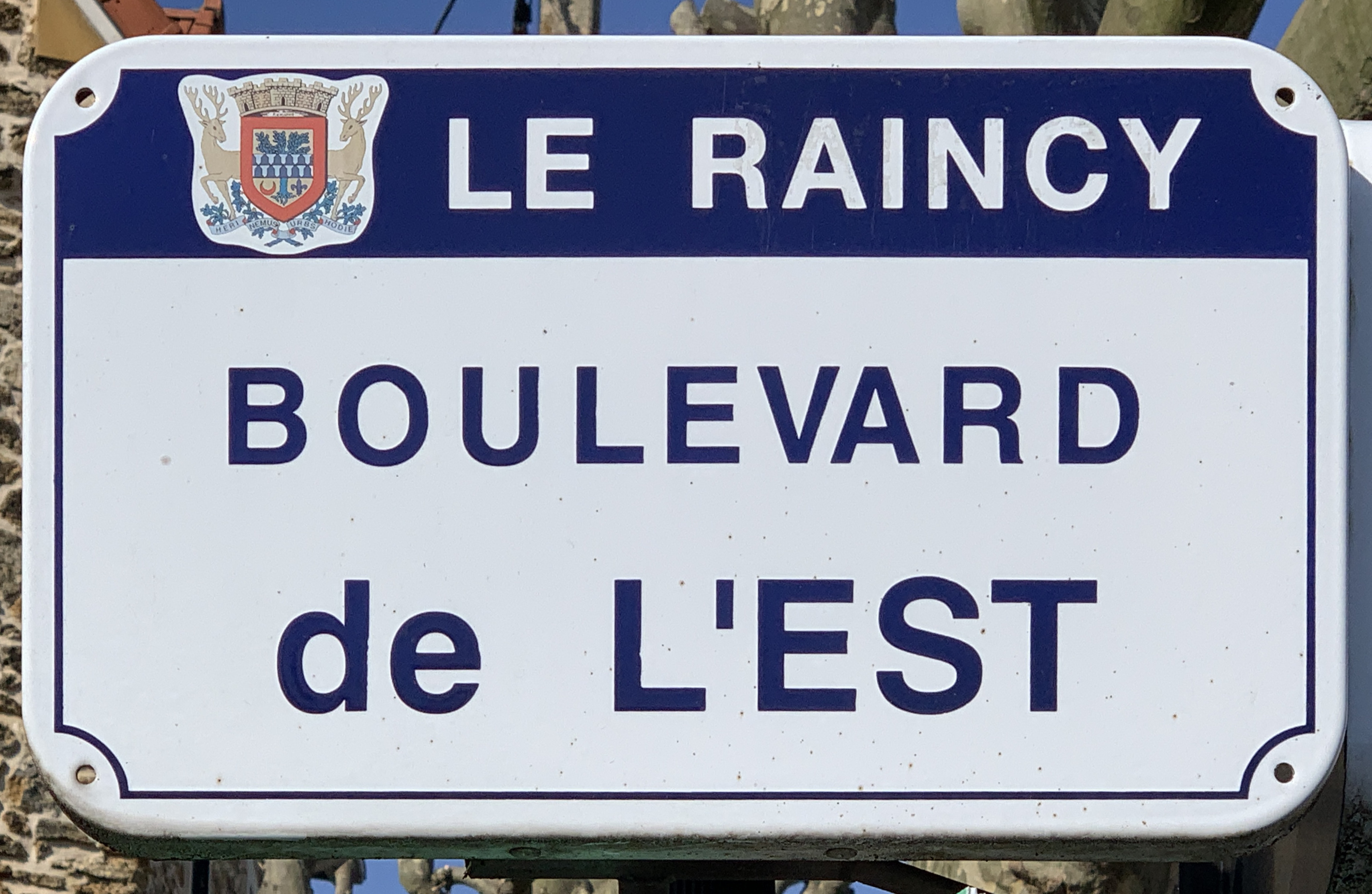
Plaque du boulevard.

Son nom lui est attribué de par son orientation à l'est, par rapport aux trois autres boulevards qui entourent Le Raincy, dont il est indissociable.

## Historique

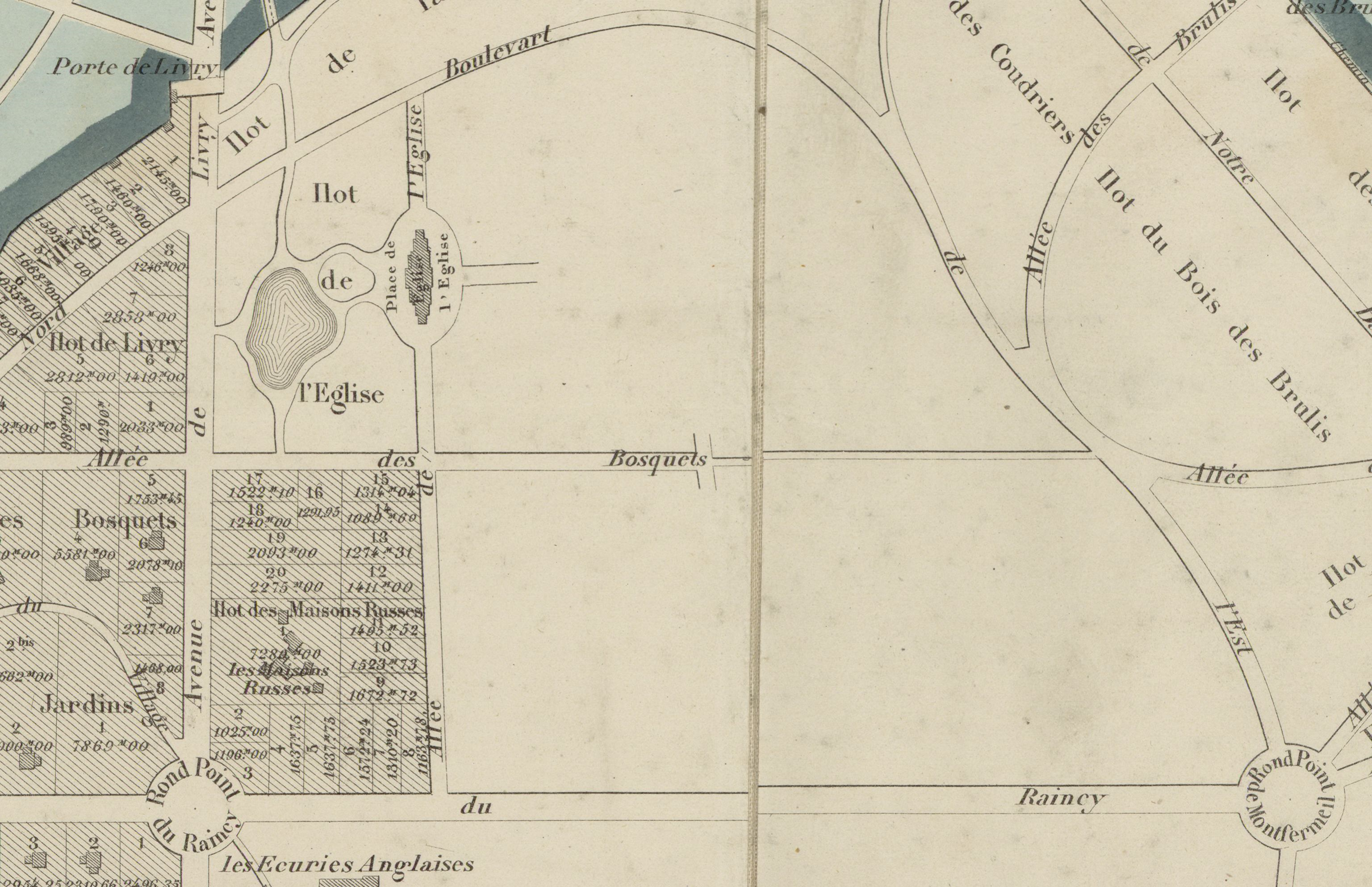
Le boulevard de l'Est, sur le plan général du lotissement du parc du Raincy, Lazare et Lefebre, seconde moitié du XIXe siècle.

L'histoire de ce boulevard, ainsi que celle des trois autres associés aux points cardinaux, construits sur l'ancien mur d'enceinte du château du Raincy, est inséparable du lotissement de la ville.
La vente du château a donné lieu au lotissement de son parc, en 52 îlots et 1310 lots, dont la vente s'est étalée sur des décennies. Ce lotissement est géré dès 1855 par la Compagnie foncière du Raincy, créée par Philibert Bigard Fabre.
Ainsi, le boulevard de l'est ainsi que les trois autres, apparaissent comme des axes majeurs sur plusieurs plans de lotissement, dont celui de Frion, lotissement réalisé en 1855, et de Lazare et Lefebre.
Bien qu'ayant donc une existence officielle depuis 1855 au moins, son urbanisation concrète date des années 1880.

## Bâtiments remarquables et lieux de mémoire
- Le long du boulevard, existait au XIXe siècle une briqueterie, probablement destinée à la construction du château, et qui a donné son nom à une allée toute proche.
- Au numéro 22, se trouve une maison qui a inspiré un personnage des Scènes de la vie de bohème d'Henry Murger[10].